# Toktokkus
Toktokkus (лат.) — род жуков-чернотелок подтрибы Molurina из трибы Sepidiini (Pimeliinae, Tenebrionidae). Известно 15 видов в экваториальной и южной части Афротропики.

## Этимология
Родовое название Toktokkus связано с общим именем англоязычным жуков из подтриб Molurina и Phanerotomeina (из трибы Sepidiini): tok-tokkie beetles, ономатопическое название, основанное на звуке, который издают эти жуки. Как и у многих представителей трибы Sepidiini, особенно в подтрибе Molurina, виды этого рода находят соплеменников, постукивая брюшком по земле.

## Описание
Жуки-чернотелки средних и крупных размеров (длина тела 18—33 мм). Toktokkus можно отличить от других родов подтрибы Molurina по наличию бугорков (без соответствующих волосков) на склоне и боках надкрылий (отсутствуют на диске) и по расширенному и наиболее широкому у основания эпиплевриту, окружающему пятый вентрит.

## Классификация
Известно 15 видов и подвидов. Род выделен в 2020 году и включён в подтрибу Molurina из трибы Sepidiini (Pimeliinae, Tenebrionidae). В настоящее время имеются две работы, посвящённые филогении Sepidiini, и обе поддерживают монофилию Toktokkus. До создания рода эта таксономическая группа классифицировалась как группа видов Psammodes vialis (Koch 1955). 
- Toktokkus barclayi Kamiński & Gearner, 2020[1]
- Toktokkus congolensis Kamiński & Gearner, 2020[1]
- Toktokkus herero Gearner, 2020[1]
- Toktokkus makuya Gearner, 2020[1]
- Toktokkus mariae Kamiński, 2022[8]
- Toktokkus mashunus  (Péringuey, 1899)
- Toktokkus mulleri  (Péringuey, 1899)
- Toktokkus o-serraferrus Gearner, 2022[2]
- Toktokkus schultzei  (Péringuey, 1908)
- Toktokkus tschinkeli Kamiński & Gearner, 2020[1]
- Toktokkus tuberculipennis  (Haag-Rutenberg, 1871)
- Toktokkus vialis  (Burchell, 1822)
- Toktokkus vialis sellatus  (Haag-Rutenberg, 1875)
- Toktokkus vialis tuberculifer  (Haag-Rutenberg)
- Toktokkus waclawae Kamiński, 2020[1]

## Распространение
Встречается в экваториальной и южной части Афротропики: Ангола, Ботсвана, ДРК, Малави, Мозамбик, ЮАР, Замбия, Зимбабве.